# Апрель 2020 года

Список событий апреля 2020 года.

## События
- 1 апреля
  - В США проходит перепись населения[1].
  - В Ухане сняли режим строгого карантина[2].
  - Пандемия COVID-19: в больнице Эжвинского района Сыктывкара (республика Коми) зарегистрированы 54 случая заражения коронавирусной инфекцией COVID-19[3].
  - Премьер-министр Венгрии Виктор Орбан и его кабинет получил широкие дополнительные полномочия, согласно новому закону о борьбе с коронавирусом, закон на неопределенное время продлевает режим чрезвычайного положения, в период ЧП в стране отменяются выборы и референдумы, а Орбан может "приостановить действие определенных законов, отступить от законодательных положений и принять другие чрезвычайные меры[4].
- 2 апреля
  - Один из ведущих исламских богословов Индии издал фетву, согласно которой все мусульмане, у которых есть симптомы коронавируса, должны пройти тестирование на его наличие[5].
  - В Китае после нескольких новых случаев обнаружения бессимптомных носителей коронавирусной инфекции COVID-19 в провинции Хэнань, объявлен карантин в районе Цзя, в котором проживает около 570 тыс. человек[6][7].
  - Президент РФ В. Путин выступил с телеобращением и распорядился продлить «режим нерабочих дней» по 30 апреля 2020 года[8].
  - Цена российской нефтяной смеси Urals упала ниже 11 долларов за баррель и составила 10,54 $ за баррель. Это минимальный уровень с марта 1999 года[9].
  - Губернатор Архангельской области Игорь Орлов и глава Коми Сергей Гапликов объявили об отставке[10].
- 3 апреля
  - В Турции скончалась державшая голодовку участница фолк-группы Grup Yorum Хелин Бёлек[11].
  - В Праге демонтировали памятник советскому маршалу Ивану Коневу, по решению местных властей района Прага-6[12].
- 5 апреля
  - Королева Великобритании Елизавета II в четвёртый раз за 68 лет царствования выступила со специальным обращением к подданным[13].
- 6 апреля
  - Генеральный секретарь ООН Антониу Гутерриш сообщил о глобальной вспышке семейного насилия из-за введения карантинных мер в связи с коронавирусом[14].
  - США признали террористической базирующуюся в России организацию «Русское имперское движение». Это первый случай, когда США признают террористической организацию, пропагандирующую превосходство белой расы[15].

- 7 апреля
  - Распространение COVID-19 в России: зарегистрировано 1154 новых случая заболевания коронавирусной инфекцией COVID-19 за последние сутки. Проведено более 795 тысяч тестов, общее число заболевших — 7497 человек в 81 из 85 регионов[16].
  - Президент США Дональд Трамп подписал указ в поддержку коммерческого освоения ресурсов на Луне и других небесных телах[17].
  - В Японии из-за коронавируса до 6 мая объявлен режим ЧС в 7 префектурах: Токио, Сайтама, Тиба, Канагава, Осака, Хёго и Фукуока[18].
  - Национальная ассамблея Венесуэлы, контролируемая оппозицией, начала расследование из-за продажи венесуэльских активов «Роснефти» неназванной российской компании[19].
- 8 апреля
  - В китайском городе Ухань была снята 76-дневная изоляция от внешнего мира[20].
- 9 апреля
  - Китайские власти закрыли пограничный переход «Маньчжурия — Забайкальск». Это был последний переход, по которому действовало пассажирское сообщение между Россией и Китаем. Грузовое сообщение через переход «Маньчжурия — Забайкальск» сохраняется[21].
- 10 апреля
  - Россия и Саудовская Аравия при реализации нового соглашения ОПЕК+ с мая по конец июня 2020 должны будут добывать не более 8,5 миллиона баррелей нефти в сутки[22].
  - В ИК-15 в Ангарске Иркутской области произошёл бунт[23].

- 11 апреля
  - Автоматическая межпланетная станция (перелётный модуль) «Mercury Transfer Module» миссии BepiColombo успешно выполнила гравитационный манёвр вблизи Земли перед полётом к Меркурию[24].
- 12 апреля
  - Дональд Трамп ввел режим крупного бедствия в штате Вайоминг, тем самым впервые в истории этот режим оказался объявлен во всех штатах США[25].
- 14 апреля
  - Ликвидирован лесной пожар в Чернобыльской зоне отчуждения охватывавший ~100 гектар[26].
  - Власти Австрии объявили об ослаблении карантина. В этой стране один из самых низких показателей по заболеваемости и смертности в Европе[27].
- 15 апреля
  - В Южной Корее прошли выборы в Национальное собрание страны, убедительную победу одержала правящая демократическая партия «Тобуро»[28].
  - На территории Дании начали постепенное смягчение карантинных ограничений — впервые в Европе со времен распространения эпидемии COVID-19[29].
- 16 апреля
  - Власти Южно-Африканской Республики разрешили горнодобывающим компаниям возобновить деятельность на 50 % от своей мощности, они отметили, что это один из первых шагов по ослаблению общенационального карантина[30].
  - Из-за лесных пожаров в Житомирской области и Зоне отчуждения и пылевых бурь Киев на несколько дней стал городом с самым загрязнённым воздухом в мире[31].
- 17 апреля
  - Рустам Эмомали избран председателем Национального совета Высшего собрания Республики Таджикистан[32].
- 18 апреля
  - Полиция Гонконга задержала 14 влиятельных сторонников оппозиции за организацию и участие в незаконных протестах в 2019 году[33].
- 19 апреля
  - Пандемия COVID-19: в России за сутки зарегистрировали более шести тысяч новых случаев заражения коронавирусом — 6060 (из них 3570 новых случаев в Москве)[34].
  - В Тель-Авиве прошел митинг в защиту демократии против премьер-министра Биньямина Нетаньяху[35].
- 20 апреля
  - В российском городе Владикавказ тысячи людей вышли с требованием отставки главы республики Северная Осетия Вячеслава Битарова на несанкционированный сход на площадь Свободы, протестуя против режима самоизоляции[36][37][38].
  - В результате стрельбы в Портапике и близлежащих населённых пунктах Новой Шотландии убиты 22 человек, включая сотрудницу Королевской канадской конной полиции констебля Хайди Стивенсон (Heidi Stevenson)[39].
  - Германия, Швейцария, Финляндия и Норвегия начали ослаблять карантин, другие страны Европы также начали разрабатывать планы возобновления деятельности экономики в ближайшем будущем[40][41][42].
- 22 апреля
  - Власти американского штата Миссури подали иск в суд, в котором обвиняют китайские власти в сокрытии информации о коронавирусе SARS-CoV-2[43].
- 23 апреля
  - Министр финансов Индонезии Шри Муляни Индравати заявил о приостановке проекта переноса столицы страны из Джакарты на остров Борнео[44].
- 24 апреля
  - Министр юстиции и общественной безопасности Бразилии[англ.] Сержиу Мору[англ.] объявил об отставке на фоне разногласий с президентом Жаиром Болсонару[45].
- 25 апреля
  - Группа энтузиастов из Lost Apple Project сообщила, что за осень 2019 года им удалось найти 10 сортов яблонь считавшихся утраченными[46].
- 27 апреля
  - Министерство обороны США распространило официальное заявление, в котором признало подлинными три видеоролика, на которых запечатлены некие неопознанные летающие объекты[47].
  - Сильный ураган приведший к жертвам и разрушениям обрушился на жителей Лебапской и Марыйской областей Туркменистана[48].

- 28 апреля
  - Боливия и Чили достигли соглашения в деле о беженцах: сотни боливийских беженцев переведены в палаточный лагерь под городом Сантьяго и после карантина будут возвращены на родину[49].
- 29 апреля
  - Колумбия официально вступила в Организацию экономического сотрудничества и развития[50].
- 30 апреля
  - Пандемия COVID-19: в России за сутки зарегистрировали более семи тысяч новых случаев заражения коронавирусом SARS-Cov-2 — 7099 (из них 3093 новых случая в Москве). Общее число подтверждённых случаев превысило 100 тысяч — 106498[51].
  - Премьер-министр России Михаил Мишустин сообщил, что его тесты на коронавирус дали положительные результаты[52], временно исполняющим обязанности премьер-министра был назначен первый вице-премьер Андрей Белоусов[53].